# Welterbe in der Demokratischen Republik Kongo

Zum Welterbe in der Demokratischen Republik Kongo gehören (Stand 2018) fünf UNESCO-Welterbestätten, alles Stätten des Weltnaturerbes. Die Demokratische Republik Kongo hat die Welterbekonvention 1974 ratifiziert, die erste Welterbestätte wurde 1979 in die Welterbeliste aufgenommen. Die bislang letzte Welterbestätte wurde 1996 eingetragen, alle fünf Stätten stehen auf der Roten Liste des gefährdeten Welterbes.

## Welterbestätten
Die folgende Tabelle listet die UNESCO-Welterbestätten in der Demokratischen Republik Kongo in chronologischer Reihenfolge nach dem Jahr ihrer Aufnahme in die Welterbeliste (K – Kulturerbe, N – Naturerbe, K/N – gemischt, (G) – auf der Liste des gefährdeten Welterbes).
| Bild                      | Bezeichnung               | Jahr | Typ   | Ref. | Beschreibung |
| ------------------------- | ------------------------- | ---- | ----- | ---- | --- |
| Nationalpark Virunga      | Nationalpark Virunga      | 1979 | N (G) | 63   | Der Park ist 790.000 Hektar groß. Er wurde 1925 gegründet und ist somit der älteste Nationalpark Afrikas. Bekannt ist der Park wegen der dort lebenden Berggorillas. Gefährdet ist der Nationalpark aufgrund der Folgen des Zweiten Kongokrieges. |
| Nationalpark Garamba      | Nationalpark Garamba      | 1980 | N (G) | 136  | |
| Nationalpark Kahuzi-Biéga | Nationalpark Kahuzi-Biéga | 1980 | N (G) | 137  | |
| Nationalpark Salonga      | Nationalpark Salonga      | 1984 | N     | 280  | zwischen 1999 und 2021 stand der Nationalpark auf der Roten Liste des gefährdeten Welterbes |
| Okapi-Wildtierreservat    | Okapi-Wildtierreservat    | 1996 | N (G) | 718  | Im Reservat leben 3900 bis 6350 Okapis, das ist etwa ein Drittel des gesamten Bestandes des Tieres. Gefährdet ist das Reservat durch Entwaldung.                                                                                                  |

## Tentativliste
In der Tentativliste sind die Stätten eingetragen, die für eine Nominierung zur Aufnahme in die Welterbeliste vorgesehen sind.

### Aktuelle Welterbekandidaten
Mit Stand 2024 sind fünf Stätten in der Tentativliste der Demokratischen Republik Kongo eingetragen, die letzte Eintragung erfolgte im Januar 2024.
Die folgende Tabelle listet die Stätten in chronologischer Reihenfolge nach dem Jahr ihrer Aufnahme in die Tentativliste.
| Bild                 | Bezeichnung                 | Jahr | Typ | Ref. | Beschreibung |
| -------------------- | --------------------------- | ---- | --- | ---- | --- |
|                      | Grotten von Dimba und Ngovo | 1997 | N   | 961  | Enthält u. a. Mbanza-Ngungu-Höhlen (bereits 1987 nominiert), auch Thysville-Höhlen genannt, wasserdurchflossener Höhlenkomplex in der Nähe der Stadt Mbanza-Ngungu |
|                      | Grotten von Matupi          | 1997 | N   | 962  | |
| Depression Upemba    | Depression Upemba (Lage)    | 1997 | N   | 963  | |
|                      | Lomami Nationalpark         | 2024 | N   | 6699 | |
| Nationalpark Garamba | Nationalpark Garamba        | 2024 | N   | 6709 | |

### Ehemalige Welterbekandidaten
Diese Stätten standen früher auf der Tentativliste, wurden jedoch wieder zurückgezogen oder von der UNESCO abgelehnt. Stätten, die in anderen Einträgen auf der Tentativliste enthalten oder Bestandteile von Welterbestätten sind, werden hier nicht berücksichtigt.
| Bild             | Bezeichnung                    | Jahr      | Typ | Ref. | Beschreibung                                |
| ---------------- | ------------------------------ | --------- | --- | ---- | ------------------------------------------- |
| (weitere Bilder) | Nationalpark Maiko (Lage)      | 1984–1984 | N   | 281  | 1984 abgelehnt von der UNESCO               |
| BW               | Nationalpark Kundelungu (Lage) | 1984–1984 | N   | 283  | 1984 abgelehnt von der UNESCO               |
|                  | Bunzi-Heiligtum                | 1987–1988 | K   |      | Heiligtum der Regengöttin Bunzi             |
|                  | Mangbetu-Hof                   | 1987–1988 | K   |      | Residenzstätte des Königreichs der Mangbetu |
|                  | Königliches Dorf von Bakuba    | 1987–1988 | K   |      |                                             |